# 600 secondes
600 secondes (russe : 600 секунд) est un programme de télévision diffusé en Union soviétique, et brièvement dans la Russie post-soviétique, de 1987 à 1993. Programme du soir, diffusé par la télévision de Léningrad, il était présenté par Alexander Nevzorov et connu un immense succès populaire.
Ce programme de la période de la glasnost se distinguait par son rythme rapide et le compte à rebours de 600 à 0. Nevzorov y critiquait la corruption des officiels soviétiques et l'activité criminelle en URSS. Il faisait aussi la promotion de l'intégrité de l'Union soviétique (dans les États Baltes, il est connu comme un féroce opposant aux mouvements d'indépendance). Plus tard, durant les années Eltsine, le programme devint la voix de l'opposition nationaliste russe à la politique de Eltsine et fut suspendu par deux fois avant d'être définitivement interdit après la victoire de Eltsine contre la rébellion parlementaire en octobre 1993.    

## Source
- (en) Cet article est partiellement ou en totalité issu de l’article de Wikipédia en anglais intitulé « 600 Seconds » (voir la liste des auteurs).